# Angle droit

Un angle droit.

Deux droites sécantes suivant deux angles α et β.

Dans le plan euclidien, deux droites sécantes définissent quatre angles deux à deux égaux. Lorsque ces quatre angles sont égaux, chacun forme un angle droit. Les droites sont alors dites perpendiculaires. Le terme angle droit est un calque du latin angulus rectus : rectus signifie « debout », ce qui renvoie à l'image d'une perpendiculaire à une ligne horizontale.
Euclide écrivait, au IIIe siècle av. J.-C., dans ses Éléments, livre I, Définition 10 :

« Lorsqu'une droite tombant sur une droite fait les angles de suite égaux entre eux, chacun des angles égaux est droit. »

Un angle droit est donc un quart de tour, ou encore la moitié d'un angle plat. Un angle droit est son propre supplémentaire, ce qui lui donne des propriétés intéressantes pour la fabrication d'objets (boîtes, meubles, etc).
Dans les constructions géométriques, l'angle droit est souvent désigné à l'aide d'un petit carré près de son sommet. Dans certains pays comme l'Allemagne, le symbole de l'angle droit comporte un point au centre du carré ou encore est constitué d'un quart de cercle avec un point ou même sans point, ce qui ne le distingue pas d'un angle proche de 90° (voir de:Rechter Winkel  ainsi que le manuel de PGF/TikZ, ce dernier — dans la section Angle Library — pour un exemple de carré avec un point pour marquer l'angle droit).

## Unités de mesure
Un angle droit peut être mesuré de différentes manières :
- 90° ;
- π/2 radians ;
- 100 grades (aussi appelé « grad », « gradian » ou « gon ») ;
- 8 points (d'une rose des vents à 32 pointes) ;
- 6 heures (angle horaire en astronomie) ;
- ∞ % grades sur l'échelle des tangentes ;
- 100 % grade sur l'échelle des sinus.

## Savoir si un angle est droit
De nombreux théorèmes permettent de déterminer si un angle est droit suivant ce que l'on connaît d'une figure géométrique.

### Théorème de Pythagore
Théorème de Pythagore — Trois points A, B et C forment un angle droit en A  si et seulement si {\displaystyle BC^{2}=AC^{2}+AB^{2}}.

### Triangle inscrit dans un demi-cercle
Théorème — Si A est un point d'un cercle de diamètre {\displaystyle [BC]} autre que B et C, alors l'angle {\displaystyle {\widehat {BAC}}} est droit.

### Produit scalaire
Deux droites (AB) et (CD) sont perpendiculaires si et seulement si le produit scalaire des vecteurs {\displaystyle {\vec {AB}}} et {\displaystyle {\vec {CD}}} est égal à zéro.

### Équations de droites
Le plan étant muni d'un repère orthonormé, deux droites non parallèles aux axes de coordonnées sont perpendiculaires si et seulement si le produit de leurs coefficients directeurs est égal à –1.

## Constructions

### Équerre
L'équerre est l'instrument de géométrie qui permet de tracer des droites perpendiculaires ou de vérifier si un angle est droit.

### Pliage
On peut construire une équerre avec une feuille de papier en utilisant la définition de l'angle droit :
- on plie la feuille (le pli étant censé représenter un segment de droite) ;
- on replie la feuille, en s'assurant que le pli précédent soit bord sur bord.

### Corde à treize nœuds
Le théorème de Pythagore affirme qu'un triangle de côtés 3 ; 4 et 5 est rectangle. Les maçons du Moyen Âge se sont servis de cette propriété pour tracer un angle droit, notamment à l'aide d'une corde à treize nœuds.

### Règle et compas

#### Première méthode

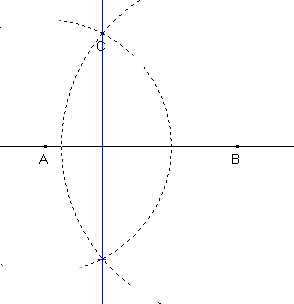
Construction d'une perpendiculaire à la règle et au compas.

Étant donnés trois points A, B et C non alignés, on veut tracer la perpendiculaire à la droite (AB) passant par C. Pour cela, il suffit de :
- tracer le cercle de centre A passant par C ;
- tracer le cercle de centre B passant par C.

Ces deux cercles ont deux points d'intersection : C et un autre point, C' (symétrique de C par rapport à la droite (AB)), tel que la droite (CC') est perpendiculaire à (AB).

#### Deuxième méthode

Autre construction à la règle et au compas.

Étant donné un point A sur une droite D, on veut tracer la perpendiculaire à D passant par A :
- choisir une ouverture fixe de compas.
- choisir un point B sur la droite D (peu importe sa position exacte, par commodité on le trace ici au compas, pointe sèche en A).
- tracer le point C comme l'intersection entre le cercle de centre A et celui de centre B.
- tracer la droite (BC)
- pointe sèche en C, marquer E l'intersection du cercle avec la droite (BC)
- (AE) est perpendiculaire à (AB)

En effet, un quadrilatère dont les diagonales sont de même longueur et se coupent en leur milieu ne peut être qu'un rectangle (ou un carré), même si ici, seule une moitié en a été tracée.